# Anolis heterodermus
Anolis heterodermus este o specie de șopârle din genul Anolis, familia Polychrotidae, descrisă de Duméril 1851. Conform Catalogue of Life specia Anolis heterodermus nu are subspecii cunoscute.